# Mirosława Stachowiak-Różecka
Mirosława Agnieszka Stachowiak-Różecka (8 de julho de 1973) é uma política polaca. Ela foi eleita para o 9.º Sejm representando o círculo eleitoral de Wrocław.